# Cam ích
Kim cang quả to hay cam ích, man ết, nâu (danh pháp: Smilax megacarpa) là một loài thực vật có hoa trong họ Smilacaceae. Loài này được A.DC. miêu tả khoa học đầu tiên năm 1878.